# مجموع قيمة العملاء
مجموع قيمة العملاء هو القيم الكلية التي تنطوي عليها العملاء مدى الحياة لجميع عملاء شركة ما.

## نظرة عامة
عند تحديد قيمة شركة ما، من المهم معرفة مقدار قيمة قاعدة العملاء التي تتمتع بها هذه الشركة من حيث الإيرادات المستقبلية. وكلما كان مجموع قيم العملاء أكبر، زادت الإيرادات المستقبلية في عمر زبائنها؛ وهذا يعني أن الشركة التي تتمتع بمجموع قيم عملاء أكبر يمكن أن تحصل على الأموال من عملائها بمتوسط أكبر من شركة أخرى لها تشاطرها في جميع الخصائص الأخرى. ونتيجة لذلك فإن الشركة التي تتمتع بمجموع قيم عملاء أكبر تكون أكثر قيمة من الشركة التي ليس لديها هذه الميزة. وتشمل شهرة العملاء والتقديرات الاستقرائية على امتداد حياة العملاء.
وثم خطأ في تسمية المصطلح نظرًا لعدم الصلة بينه وبين المعنى التقليدي لمصطلح حقوق الملكية.
وهناك ثلاثة دوافع لمجموع قيمة العملاء، كلها تشير إلى ثلاثة جوانب لنفس الشيء:
1. حقوق القيمة: ما هو تقييم العميل لقيمة المنتج أو الخدمة المقدمة من قِبل الشركة؛
2. حقوق العلامة التجارية : ما هو تقييم العميل لقيمة العلامة التجارية، فوق قيمتها الموضوعية؛
3. حقوق الاحتفاظ :ميل العميل للتقيد بعلامة تجارية حتى ولو كان سعرها أعلى من سعر منتج مماثل؛

## إستراتيجية مجموع قيمة العملاء
تسعى الشركات في كثير من الأحيان إلى كسب المزيد من العملاء وزيادة الإيرادات من خلال تحسين مجموع قيمة العملاء. وتقوم الشركات بهذا عن طريق:
- تحسين خدمة العملاء
- تحسين قيمة أو الرغبة في العلامة التجارية
- تحسين السمعة
- تحسين شهرة العلامة التجارية عن طريق الإعلانات على سبيل المثال